# Osiniec (Gniezno)
Osiniec [pronunciación en polaco: /ɔˈɕiɲet͡s/] es un pueblo situado en el distrito administrativo de Gmina Gniezno, dentro del distrito de Gniezno, voivodato de Gran Polonia, en el centro-oeste de Polonia. Se encuentra aproximadamente 3 kilómetros al sudeste de Gniezno y 51 kilómetros al este de la capital regional, Poznań.